# Acraea rosina
Acraea rosina är en fjärilsart som beskrevs av Alois Friedrich Rogenhofer 1891. Acraea rosina ingår i släktet Acraea och familjen praktfjärilar. Inga underarter finns listade i Catalogue of Life.